# Kostel Narození Panny Marie (Měděnec)
Kostel Narození Panny Marie v Měděnci je pozdně barokní stavba z let 1803–1814. Od roku 1963 je chráněn jako kulturní památka. Původně byl farním kostelem farnosti Měděnec, která byla v roce 2003 sloučena s farností Vejprty.

## Historie
Měděnecký kostel byl vybudován ve stylu opožděného baroka v letech 1803–1814 jako náhrada původního kostela dřevěného, připomínaného již v roce 1581. Po roce 1945 kostel zchátral. V roce 2003 byla místní farnost, tehdy patřící do plzeňské diecéze, zrušena a sloučena s farností Vejprty. V současnosti prochází kostel rekonstrukcí. Od roku 2013 patří vejprtská farnost včetně Měděnce do litoměřické diecéze. V současné době se konají v kostele bohoslužby pouze příležitostně.

## Exteriér a interiér kostela
Kostel je jednolodní stavba orientovaná k severu s trojboce uzavřeným presbytářem. V ose jižního průčelí je mohutná věž. V interiéru je gotická soška Madony z 15. století, původně umístěná v kapli na Mědníku. Ostatní zařízení je soudobé se stavbou kostela, případně ještě mladší (většinou novorománské, novobarokní a klasicistní). Pouze v podvěží se nachází pozdně gotická socha Madony ze druhé poloviny patnáctého století. Některé novodobé doplňky pochází z kaple Neposkvrněného početí Panny Marie na Mědníku.